# Jure Čolak
Jure Čolak (* 21. August 1989 in Split, SFR Jugoslawien) ist ein kroatisch-deutscher Fußballspieler. Der Innenverteidiger spielt seit Sommer 2019 für den Regionalligisten FC Gießen.

## Karriere
Čolak spielte bis 2008 für den VfB Stuttgart. Dann wechselte er in die Regionalliga West zur zweiten Mannschaft des 1. FC Kaiserslautern, bei der er ein Jahr spielte. Danach war er für ein halbes Jahr vereinslos. Im Januar 2010 ging Čolak in die Regionalliga Süd zur zweiten Mannschaft des TSV 1860 München. Im August 2011 wechselte er innerhalb der Liga zum SV Waldhof Mannheim. In den nächsten beiden Jahren war er meist Stammspieler.
Zur Saison 2013/14 ging er zum Drittligisten Wacker Burghausen. Er erhielt einen Einjahresvertrag mit Option auf ein weiteres Jahr. Nach dem Abstieg von Wacker wechselte Čolak im Sommer 2014 zum West-Regionalligisten SC Wiedenbrück. Im Januar 2016 unterschrieb er einen Vertrag beim TSV Steinbach in der Regionalliga Südwest, bei dem er Mannschaftskapitän wurde. Nach einem halben Jahr wechselte er zum FC Homburg.
Bereits nach einem halben Jahr verließ Jure Čolak Anfang 2017 Homburg wieder, um seinem früheren Trainer Thomas Brdaric zum KF Shkëndija in die 1. Liga der damaligen Republik Mazedonien zu folgen. Es folgten eine Station im Iran sowie ein halbes Jahr Vereinslosigkeit.
Zwei Jahre nach seinem Weggang aus Deutschland kehrte Čolak Anfang 2019 in die Regionalliga Südwest zurück und schloss sich Wormatia Worms an. Bei den Wormsern war er Abwehrchef und Kapitän, stieg aber am Ende der Saison 2018/19 in die Oberliga Rheinland-Pfalz/Saar ab.
Seit der Saison 2019/20 spielt er für den FC Gießen in der Regionalliga Südwest. Er unterschrieb dort einen Zwei-Jahres-Vertrag.

## Persönliches
Sein jüngerer Bruder Antonio (* 1993) ist ebenfalls Fußballspieler.